# الکترونیک خودرو
الکترونیک خودرو (انگلیسی: Automotive electronics) سیستم‌های الکترونیکی مورد استفاده در وسایل نقلیه، از جمله مدیریت موتور، سامانه جرقه‌زنی، رادیو، کامپیوترهای خودرو، سیستم‌های مخابراتی، سیستم‌های سرگرمی داخل خودرو و موارد دیگر هستند. سیستم‌های الکترونیکی جرقه‌زنی، موتور و گیربکس همچنین در کامیون‌ها، موتورسیکلت‌ها، خودروهای بیابانگرد و سایر ماشین‌آلات احتراق داخلی مانند لیفتراک، تراکتور و بیل مکانیکی یافت می‌شوند. عناصر مرتبط برای کنترل سیستم‌های الکتریکی مربوطه نیز در خودروهای هیبریدی و خودروهای برقی یافت می‌شوند.
سیستم‌های الکترونیکی امروزه به بخش بزرگی از هزینه یک خودرو تبدیل شده‌اند، که از تنها حدود ۱٪ از ارزش آن در سال ۱۹۵۰ به حدود ۳۰٪ در سال ۲۰۱۰ افزایش یافته‌اند. خودروهای برقی مدرن برای کنترل موتور اصلی پیشرانه و همچنین مدیریت سیستم باتری به الکترونیک قدرت متکی هستند. خودروهای خودران آینده به سیستم‌های کامپیوتری قدرتمند، مجموعه‌ای از حسگرها، شبکه و ناوبری ماهواره‌ای متکی خواهند بود که همه آنها به الکترونیک نیاز دارند.